# Cotmenița, Argeș
Cotmenița este un sat în comuna Băbana din județul Argeș, Muntenia, România.